# Kibira Nationalpark
Kibira Nationalpark (fransk: Parc national de Kibira) er en nationalpark i det nordvestlige Burundi. Kibira nationalpark ligger på toppen af bjergene i vandskellet mellem Congo-Nilen og overlapper fire provinser med et areal på 400 km2. Den strækker sig nordpå fra provinsbyen Muramvya til grænsen til Rwanda, hvor den støder op til Nyungwe nationalpark.

## Skov
Omkring 16% af parken anslås at primært bestå af bjergregnskov (den eneste bjergskov i hele Burundi) og støder op til to store teplantager, den ene i Teza og den anden i Rwegura. Parken overstiger 1.100 m i højden.
Skoven er domineret af træarter som Symphonia globulifera, Newtonia buchananii, Albizia gummifera og Entandrophragma excelsum.
I skoven findes områder med bjergmose og bambusbevoksninger. Der er i alt 644 forskellige plantearter i parken,  98 arter af pattedyr og 200 fuglearter er registreret i området. Selvom Kibira ikke er blevet så grundigt undersøgt som nogle af de nærliggende beskyttede områder, betragtes den stadig som 'det vigtigste sted i Burundi for bevarelsen af bjergskovsfugle'.

## Fugle
Nogle af de vigtige fugle, der findes her, omfatter den kæmpeturako, bjergvåge (Buteo oreophilus), hvidplettet dunhale (Sarothrura pulchra), grå jaco (Psittacus erithacus), blåbrystet trogon (Apaloderma vittatum) og gråkindet hornfugl  (Bycanistes subcylindricus).
Kibira er hjemsted for en række primatarter, herunder chimpanser og slankaber. Parken forvaltes af Institut National pour l'Environnement et la Conservation de la Nature (INECN).

## Historie
Indtil 1933 var skoven jagtreservat for kongerne af Burundi. Den lokale befolkning respekterede skoven og tilførte den en magisk kræfter, og fik rettigheder til husdyrgræsning og indsamling af skovprodukter.
Skovens hellige karakter  var med til at bevare den. Mellem 1933 og 1980 blev Kibira klassificeret som Congo-Nile Ridge Forest Reserve, først under belgisk styre, og derefter efter burundisk uafhængighed i juli 1962. Indvindingen af tømmer blev reguleret og kontrolleret.

### Uafhængighed
Efter uafhængigheden og til 1980 blev retten til at tildele ny jord til dyrkning inden for nationalparkgrænsen afskaffet, selvom græsningsrettighederne blev bibeholdt. På trods af status som nationalpark er der stort pres på dele af skoven som følge af tømmer- og bambushugst, brand og krybskytteri samt indgreb i subsistenslandbruget.

## Vand
Vandet fra skovene i Kibira Nationalpark udgør over tre fjerdedele af det vand, der går ind i landets største opstemmede sø, som genererer halvdelen af den vandkraft, der produceres i landet.
- Flot blå turaco
- Bjergvåge
- Gråkindet hornfugl